# Пиридоксамин
Пиридоксамин является одной из форм витамина B6. Химически он основан на структуре пиридинового кольца с гидроксильными, метильными, аминометильными и гидроксиметильными заместителями. Отличается от пиридоксина заместителем в 4-м положении. Гидроксильная группа в положении 3 и аминометильная группа в положении 4 его кольца наделяют пиридоксамин различными химическими свойствами, включая способность к удалению свободных радикалов и карбонильных частиц, образующихся при распаде сахара и липидов, и хелатирование ионов металлов, которые катализируют реакции Амадори.

## Исследования
Пиридоксамин может образовывать довольно слабые комплексы с рядом ионов переходных металлов, предпочтительно с Cu2+ и Fe3+. 3'-гидроксильная группа пиридоксамина обеспечивает эффективное удаление гидроксильных радикалов.
Пиридоксамин ингибирует реакцию Майяра и может блокировать образование конечных продуктов гликирования, которые связаны с медицинскими осложнениями диабета. Предполагается, что пиридоксамин улавливает промежуточные продукты при образовании продуктов Амадори, высвобождаемых из гликированных белков, возможно, предотвращая расщепление гликированных белков путем нарушения катализа этого процесса за счет разрушительных взаимодействий с ионами металлов, имеющих решающее значение для окислительно-восстановительной реакции.
Одно исследование показало, что пиридоксамин специфически реагирует с карбонильной группой в продуктах Амадори, но ингибирование пост-амадори-реакций (которые могут привести к продвинутым конечным продуктам гликирования) в гораздо большей степени связано с эффектом хелатирования металлов пиридоксамином.
Различные доклинические исследования на животных моделях диабета показали, что пиридоксамин улучшает гистологию почек, сравнимый или превосходящий аминогуанидин. Из-за этих результатов пиридоксамин был исследован на клиническую эффективность при лечении диабетической нефропатии.
Пиридоксамин также ингибирует образование конечных продуктов расширенного липокисления во время реакций перекисного окисления липидов путем взаимодействия с дикарбонильными промежуточными продуктами. В других доклинических исследованиях пиридоксамин может быть эффективен при лечении диабетической невропатии и ретинопатии, связанных с диабетом и почечнокаменной болезнью. В одном исследовании пиридоксамин был более эффективен в защите от апоптоза эпителия желудочно-кишечного тракта, вызванного ионизирующим излучением, чем амифостин (единственный радиопротектор, в настоящее время одобренный Управлением по санитарному надзору за качеством пищевых продуктов и медикаментов (FDA)) из-за активности активных форм кислорода пиридоксамина и профиля удаления активных карбонильных форм.

## Регуляторная деятельность FDA
Пиридоксамин продавался как пищевая добавка, часто в виде гидрохлоридной соли пиридоксамина дигидрохлорида. Однако в США FDA в январе 2009 г. постановило, что пиридоксамин должен регулироваться как фармацевтический препарат, поскольку он является активным ингредиентом пиридорина, препарата, разработанного Biostratum, Inc. для предотвращения прогрессирования диабетической нефропатии.
Пиридорин имел успех в ранних клинических испытаниях, его эффективность в замедлении прогрессирования диабетической невропатии была признана в исследовании фазы II на 224 пациентах. Однако в 2005 году у Biostratum закончились деньги, и поэтому он не смог начать испытания фазы III. Инвесторы в Biostratum поняли, что, поскольку Biostratum не имеет патента на сам пиридоксамин, и что пиридоксамин широко доступен для покупки в качестве пищевой добавки, компания не сможет взимать достаточно денег за лечение (если оно будет одобрено в качестве отпускаемого по рецепту лекарства FDA) для инвесторов, чтобы получить разумную отдачу от инвестиций, которые они уже сделали (около 100 миллионов долларов), гораздо меньше дополнительных инвестиций, которые потребуются для испытания фазы III. Чтобы решить эту проблему, Biostratum подала гражданскую петицию в FDA 29 июля 2005 г. с требованием запретить продажу добавок, содержащих пиридоксамин, на том основании, что пиридоксамин, как предмет исследовательской заявки на новый лекарственный препарат в FDA, является лекарством. а не БАД. Против этой петиции выступил Совет по ответственному питанию, торговая ассоциация производителей пищевых добавок.
12 января 2009 года FDA постановило, что продукты, содержащие пиридоксамин, исключены из определения пищевых добавок в соответствии с Законом о пищевых добавках, здравоохранении и образовании от 1994 года. Управление по санитарному надзору за качеством пищевых продуктов и медикаментов (FDA) заявило, что статус пиридорина как исследуемого нового препарата в результате заявки, поданной компанией BioStratum в июле 1999 г. и вступившей в силу 1 сентября 1999 г., означает, что «продажа пиридоксамина в виде пищевой добавки по существу эквивалентна маркетинг исследуемого нового препарата в качестве пищевой добавки», поскольку «отсутствовали независимые, поддающиеся проверке доказательства того, что вещество продавалось в качестве продукта питания или пищевой добавки до его разрешения на исследование в качестве нового препарата».
В 2006 году Biostratum передала права на пиридорин другой компании, NephroGenex. В 2008 году NephroGenex возобновила клиническую разработку пиридорина, которая по состоянию на 2012 год все ещё продолжается.

## Использованная литература
1. ↑  The pyridoxamine action on Amadori compounds: A reexamination of its scavenging capacity and chelating effect. Bioorg. Med. Chem. 16 (10): 5557–69. May 2008. doi:10.1016/j.bmc.2008.04.002. PMID 18434162.
2. 1 2  Pyridoxamine as a multifunctional pharmaceutical: targeting pathogenic glycation and oxidative damage. Cell. Mol. Life Sci. 62 (15): 1671–81. 2005. doi:10.1007/s00018-005-5082-7. PMID 15905958.
3. ↑  Pyridoxamine: the many virtues of a maillard reaction inhibitor. Ann. N. Y. Acad. Sci. 1043 (1): 807–16. 2005. Bibcode:2005NYASA1043..807V. doi:10.1196/annals.1333.093. PMID 16037308.
4. ↑  Advanced glycation endproducts: what is their relevance to diabetic complications?. Diabetes Obes Metab. 9 (3): 233–45. 2007. doi:10.1111/j.1463-1326.2006.00595.x. PMID 17391149.
5. 1 2  Giannoukakis N (2005). Pyridoxamine (BioStratum) (PDF). Curr Opin Investig Drugs. 6 (4): 410–8. PMID 15898348.{{cite journal}}:  Википедия:Обслуживание CS1 (url-status) (ссылка)
6. ↑  The pyridoxamine action on Amadori compounds: A reexamination of its scavenging capacity and chelating effect. Bioorg. Med. Chem. 16 (10): 5557–69. May 2008. doi:10.1016/j.bmc.2008.04.002. PMID 18434162.Adrover M, Vilanova B, Frau J, Muñoz F, Donoso J (May 2008). «The pyridoxamine action on Amadori compounds: A reexamination of its scavenging capacity and chelating effect». Bioorg. Med. Chem. 16 (10): 5557-69. doi:10.1016/j.bmc.2008.04.002. PMID 18434162.
7. 1 2  Giannoukakis N (2005). Pyridoxamine (BioStratum) (PDF). Curr Opin Investig Drugs. 6 (4): 410–8. PMID 15898348.{{cite journal}}:  Википедия:Обслуживание CS1 (url-status) (ссылка)Giannoukakis N (2005). «Pyridoxamine (BioStratum)» (недоступная ссылка) (PDF). Curr Opin Investig Drugs. 6 (4): 410-8. PMID 15898348.
8. ↑  Effects of pyridoxamine in combined phase 2 studies of patients with type 1 and type 2 diabetes and overt nephropathy. Am. J. Nephrol. 27 (6): 605–14. 2007. doi:10.1159/000108104. PMID 17823506.
9. 1 2  Pyridoxamine, an inhibitor of advanced glycation and lipoxidation reactions: a novel therapy for treatment of diabetic complications. Arch. Biochem. Biophys. 419 (1): 41–9. 2003. doi:10.1016/j.abb.2003.08.021. PMID 14568007.
10. ↑  Pyridoxamine as a multifunctional pharmaceutical: targeting pathogenic glycation and oxidative damage. Cell. Mol. Life Sci. 62 (15): 1671–81. 2005. doi:10.1007/s00018-005-5082-7. PMID 15905958.Voziyan PA, Hudson BG (2005). «Pyridoxamine as a multifunctional pharmaceutical: targeting pathogenic glycation and oxidative damage». Cell. Mol. Life Sci. 62 (15): 1671-81. doi:10.1007/s00018-005-5082-7. PMID 15905958. S2CID 42229880.
11. ↑  Pyridoxamine protects intestinal epithelium from ionizing radiation-induced apoptosis. Free Radic. Biol. Med. 47 (6): 779–85. September 2009. doi:10.1016/j.freeradbiomed.2009.06.020. PMID 19540915.
12. ↑  «FDA finds vitamin B6 form not legal in supplements» Архивная копия от 26 сентября 2022 на Wayback Machine, newsfood.com, February 2, 2009
13. 1 2 3 4 5 6  «Big problem for BioStratum» Архивная копия от 13 августа 2016 на Wayback Machine, Triangle Business Journal, October 14, 2005
14. 1 2  «FDA’s pyridoxamine decision: FDA’s decision regarding pyridoxamine has larger implications for dietary ingredients in general», Entrepreneur, April, 2009
15. ↑  Regulations.gov. Дата обращения: 22 сентября 2022. Архивировано 25 сентября 2012 года.
16. ↑  FDA-2005-P-0259-0004 Архивная копия от 25 сентября 2012 на Wayback Machine: FDA Response to Biostratum, Inc. (Kathleen M Sanzo, Esq) — Petition Partial Approved and Denial
17. ↑  NephroGenex acquires rights to diabetic nephropathy drug. www.renalbusiness.com. Архивировано из оригинала 31 декабря 2010 года.
18. ↑  NephroGenex - Innovative Therapies for Kidney Disease - News. Дата обращения: 8 марта 2012. Архивировано из оригинала 25 января 2012 года.